# Porta Westfalica
Porta Westfalica település Németországban, azon belül Észak-Rajna-Vesztfália tartományban. Lakosainak száma 36 300 fő (2023. december 31.). Porta Westfalica Kalletal, Vlotho, Bad Oeynhausen és Minden községekkel határos.

## Népesség
A település népességének változása:
| Lakosok száma | 34 949 | 35 374 | 35 660 | 35 671 | 35 658 | 36 374 | 36 300 |
|               | 1975   | 2013   | 2017   | 2019   | 2021   | 2022   | 2023   |